# 2021년 6월 죽음
다음은 2021년 6월에 사망한 저명한 인물 목록이다.
- 6월 1일
  - 이탈리아의 왕족 아메데오 디 사보이아아오스타 공작
  - 캐나다의 저술가 자크 라쿠르시에르
- 6월 2일
  - 대한민국의 정치인 김원길
  - 일본의 정치인 야마자키 쓰토무
  - 일본의 야구선수 나카무라 미노루
- 6월 3일
  - 대한민국의 정치인 김길준
  - 모리셔스의 정치인 아너루드 주그노트
  - 일본의 정치인 야쓰 요시오
  - 미국의 영화배우 어니 라이블리
- 6월 4일
  - 스위스의 화학자 리하르트 R. 에른스트
  - 미국의 영화배우 클래런스 윌리엄스 3세
- 6월 5일
  - 나이지리아의 목사 T. B. 조슈아
  - 베트남의 영화배우 응우옌투투이
- 6월 6일 - 일본의 화학자 네기시 에이이치
- 6월 7일
  - 이탈리아의 정치인 굴리엘모 에피파니
  - 대한민국의 시인 문인수
  - 대한민국의 축구선수 유상철
  - 미국의 영화배우 래리 겔맨
- 6월 9일
  - 독일의 건축가 고트프리트 뵘
  - 체코의 영화배우 리부셰 샤프란코바
  - 몰타의 심리학자 에두아르 드 보노
- 6월 12일
  - 대한민국의 역사학자 강덕상
  - 미국의 야구선수 백상호
  - 벨라루스의 스피드스케이팅선수 이고리 젤레좁스키
  - 대한민국의 요리사 임지호
- 6월 13일 - 미국의 영화배우 네드 비티
- 6월 14일 - 니카라과의 제57대 대통령 엔리케 볼라뇨스
- 6월 17일 - 잠비아의 제1대 대통령 케네스 카운다
- 6월 18일
  - 인도의 육상선수 밀카 싱
  - 이탈리아의 축구선수 잠피에로 보니페르티
  - 일본의 가수 테라우치 타케시
- 6월 20일 - 스페인의 축구선수 루이스 델 솔
- 6월 22일 - 일본의 영화배우 리 레이센
- 6월 23일 - 
  - 대한민국의 무술가 김윤상
  - 미국의 기업인 존 매커피
- 6월 24일
  - 필리핀의 제15대 대통령 베니그노 아키노 3세
  - 베트남의 군인 쩐티엔키엠
- 6월 25일 - 대한민국의 공무원 신현택
- 6월 29일
  - 대한민국의 정치인 김재윤
  - 미국의 영화배우 스튜어트 데이먼
  - 미국의 정치인 도널드 럼즈펠드
- 6월 30일 - 일본의 야구선수 오시마 야스노리